# Балмочних Максим Васильович
Максим Васильович Балмочних (рос. Максим Васильевич Балмочных; 7 березня 1979, м. Липецьк, СРСР) — російський хокеїст, правий нападник. Майстер спорту. 
Вихованець СДЮШОР м. Липецьк. Виступав за ХК «Липецьк», «Лада» (Тольятті), «Мечел» (Челябінськ), «Квебек Ремпартс», «Цинциннаті Майті-Дакс», «Анагайм Дакс», «Сєвєрсталь» (Череповець), «Олбані Ривер-Ретс», «Динамо» (Мінськ), «Металург» (Новокузнецьк), ХК «Гомель», «Шахтар» (Солігорськ), «Брест».
У складі молодіжної збірної Росії учасник чемпіонату Європи 1997, чемпіонатів світу 1998 і 1999.
Досягнення
- Срібний призер чемпіонату Росії (1997)
- Срібний призер чемпіонату Білорусі (2010).